# 오일러 피 함수

오일러 피 함수의 그래프. ϕ(1)부터 ϕ(1000)까지의 값들을 나타낸다.

수론에서 오일러 피 함수(-函數, 영어: Euler’s phi (totient) function)는 정수환의 몫환의 가역원을 세는 함수이다. 즉, n이 양의 정수일 때, ϕ(n)은 n과 서로소인 1부터 n까지의 정수의 개수와 같다. 예를 들어, 1부터 6까지의 정수 가운데 1, 5 둘만 6과 서로소이므로, ϕ(6) = 2이다. 1부터 10까지의 정수는 모두 11과 서로소이며, 11은 자기 자신과 서로소가 아니므로, ϕ(11) = 10이다. 1은 자기 자신과 서로소이므로, ϕ(1) = 1이다.

## 정의
양의 정수 {\displaystyle n}의 오일러 피 함수 {\displaystyle \phi (n)}은 정수환의 몫환 {\displaystyle \mathbb {Z} /(n)}의 가역원군의 원소 개수이다. 즉, 1부터 {\displaystyle n}까지의 정수 가운데 {\displaystyle n}과 서로소인 것들의 개수이다.
{\displaystyle \phi (n)=|(\mathbb {Z} /(n))^{\times }|=|\{k\in \{1,\dotsc ,n\}\colon \gcd\{n,k\}=1\}|}

## 성질
오일러 피 함수는 곱셈적 함수다. 즉, 만약 두 정수 {\displaystyle m,n}이 서로소라면, 다음이 성립한다.
{\displaystyle \phi (mn)=\phi (m)\phi (n)}
오일러 피 함수 값은 소인수를 통해 다음과 같이 구할 수 있다. 이를 오일러 곱 공식(영어: Euler product formula)이라고 한다.
{\displaystyle \phi (n)=n\prod _{p\mid n}\left(1-{\frac {1}{p}}\right)}
예를 들어, 20의 소인수는 2, 5이므로 {\displaystyle \phi (20)}은 다음과 같이 구할 수 있다.
{\displaystyle \phi (20)=20\left(1-{\frac {1}{2}}\right)\left(1-{\frac {1}{5}}\right)=20\times {\frac {1}{2}}\times {\frac {4}{5}}=8}
특히, 소수 {\displaystyle p}의 거듭제곱 {\displaystyle p^{k}}의 오일러 피 함수 값은
{\displaystyle \phi (p^{k})=p^{k-1}(p-1)}
이며, 소수 {\displaystyle p}의 값은
{\displaystyle \phi (p)=p-1}
이다.
오일러 피 함수를 통해 항등 함수를 다음과 같이 나타낼 수 있다. 이는 레온하르트 오일러가 증명하였다.
{\displaystyle \sum _{d|n}\phi (d)=n}
이는 분수 {\displaystyle 1/n,2/n,\dots ,n/n}들을 기약 분수 형태의 분모에 따라 묶어서 센 것으로 볼 수 있다. 이에 뫼비우스 반전 공식을 가하면
{\displaystyle \sum _{d|n}d\mu (n/d)=\phi (n)}
을 얻는다 ({\displaystyle \mu }는 뫼비우스 함수).
만약 양의 정수 {\displaystyle a,n}이 서로소라면, 다음과 같은 합동식이 성립한다. 이를 오일러의 정리라고 한다.
{\displaystyle a^{\phi (n)}\equiv 1{\pmod {n}}}

## 값
1부터 80까지의 정수의 오일러 피 함수 값은 다음과 같다. (OEIS의 수열 A000010)
| n    | 1  | 2  | 3  | 4  | 5  | 6  | 7  | 8  | 9  | 10 | 11 | 12 | 13 | 14 | 15 | 16 | 17 | 18 | 19 | 20 |
| ---- | -- | -- | -- | -- | -- | -- | -- | -- | -- | -- | -- | -- | -- | -- | -- | -- | -- | -- | -- | -- |
| ϕ(n) | 1  | 1  | 2  | 2  | 4  | 2  | 6  | 4  | 6  | 4  | 10 | 4  | 12 | 6  | 8  | 8  | 16 | 6  | 18 | 8  |
| n    | 21 | 22 | 23 | 24 | 25 | 26 | 27 | 28 | 29 | 30 | 31 | 32 | 33 | 34 | 35 | 36 | 37 | 38 | 39 | 40 |
| ϕ(n) | 12 | 10 | 22 | 8  | 20 | 12 | 18 | 12 | 28 | 8  | 30 | 16 | 20 | 16 | 24 | 12 | 36 | 18 | 24 | 16 |
| n    | 41 | 42 | 43 | 44 | 45 | 46 | 47 | 48 | 49 | 50 | 51 | 52 | 53 | 54 | 55 | 56 | 57 | 58 | 59 | 60 |
| ϕ(n) | 40 | 12 | 42 | 20 | 24 | 22 | 46 | 16 | 42 | 20 | 32 | 24 | 52 | 18 | 40 | 24 | 36 | 28 | 58 | 16 |
| n    | 61 | 62 | 63 | 64 | 65 | 66 | 67 | 68 | 69 | 70 | 71 | 72 | 73 | 74 | 75 | 76 | 77 | 78 | 79 | 80 |
| ϕ(n) | 60 | 30 | 36 | 32 | 48 | 20 | 66 | 32 | 44 | 24 | 70 | 24 | 72 | 36 | 40 | 36 | 60 | 24 | 78 | 32 |

## 응용
오일러 피 함수는 수학의 다양한 분야에서 등장한다. 예를 들어, 군론에서는 순환군 {\displaystyle \mathbb {Z} /n\mathbb {Z} }의 가능한 생성원(generator)의 수는 {\displaystyle \phi (n)}이다. 이는 {\displaystyle n}과 서로소인 임의의 수를 사용하여 {\displaystyle \mathbb {Z} /n\mathbb {Z} }를 생성할 수 있기 때문이다.
또한, 정n각형이 작도 가능한 다각형인지, 즉 눈금없는 자와 컴퍼스만으로 작도할 수 있는지는 {\displaystyle \phi (n)}이 2의 거듭제곱수인지와 동치이다. 즉,
n = 2, 3, 4, 5, 6, 8, 10, …
이라면
{\displaystyle \phi (n)} = 1, 2, 2, 4, 2, 4, 4, …
이므로 정n각형을 작도할 수 있지만, 다른 값의 경우에는 작도할 수 없다. 특히, n이 소수인 경우를 페르마 소수라고 한다.
오일러 피 함수는 암호학의 RSA 암호에서도 핵심적인 역할을 한다.

## 같이 보기
- 페르마의 소정리
- 조르당 피 함수
- 카마이클 피 함수
- 토션트 합 함수